# إليزابيث مولر
إليزابيث مولر هي ممثلة سويسرية، ولدت في 18 يوليو 1926 ببازل في سويسرا، وتوفيت في 11 ديسمبر 2006 في سويسرا.

## وصلات خارجية
- إليزابيث مولر على موقع IMDb (الإنجليزية)
- إليزابيث مولر على موقع مونزينجر (الألمانية)
- إليزابيث مولر على موقع ألو سيني (الفرنسية)
- إليزابيث مولر على موقع أول موفي (الإنجليزية)
- إليزابيث مولر على موقع قاعدة بيانات الفيلم (الإنجليزية)
- إليزابيث مولر على موقع كينوبويسك (الروسية)